# Bernard Samuels

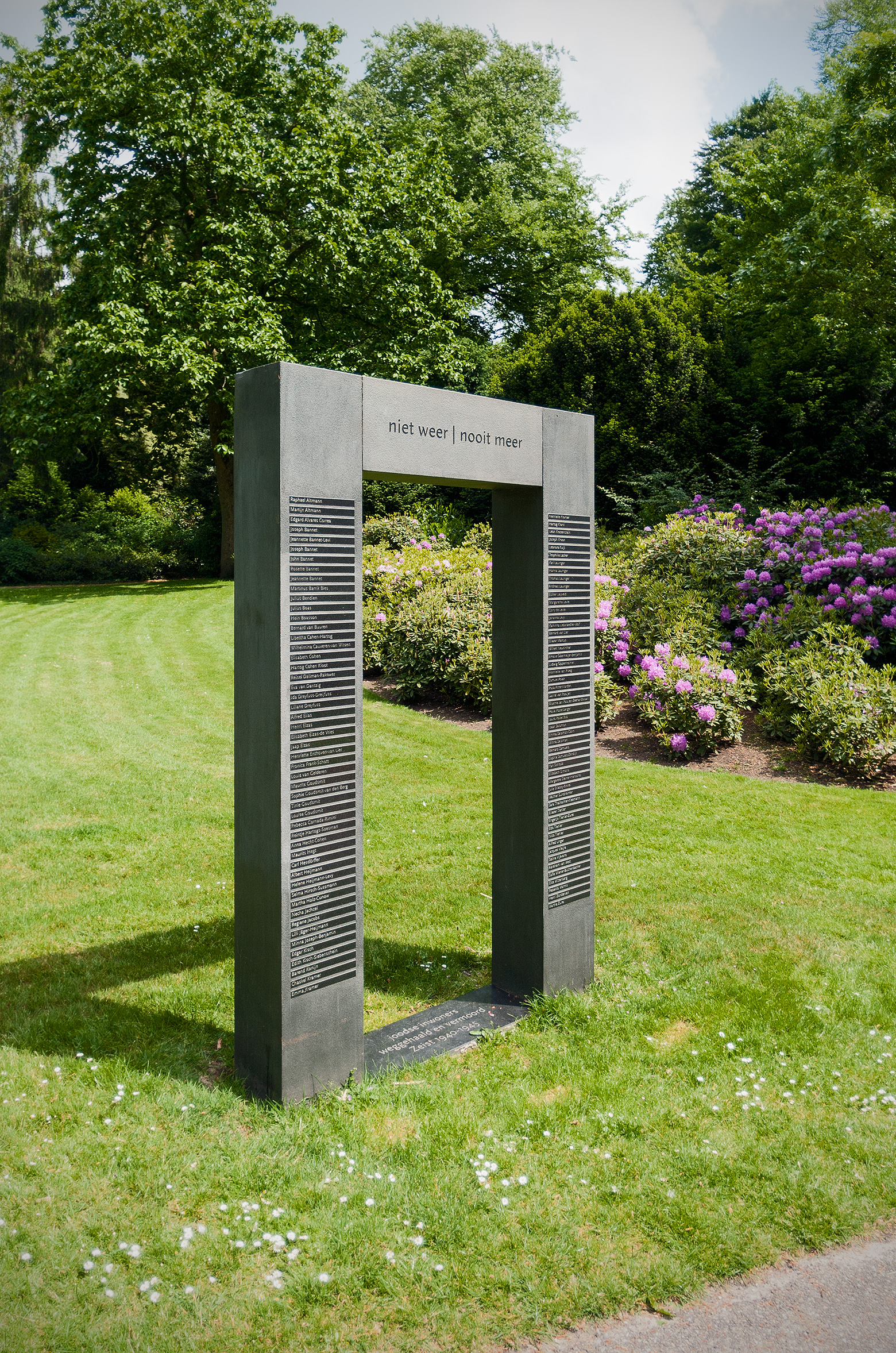
Monument in Zeist voor de weggevoerde Joden

Bernard Eduard Samuels, oorspronkelijk Barend Esriël Samuels (Paramaribo, 10 november 1872 – concentratiekamp Theresienstadt, 22 juli 1944), was een Surinaams-Nederlands musicus en uitvinder.

## Biografie
Bernard Samuels kwam uit een Surinaams-Joodse koopmansfamilie. In 1874 verhuisde hij met het gezin naar Amsterdam. Vanaf zijn 16e studeerde hij muziek en specialiseerde hij zich in dwarsfluit. Hij trouwde in 1897 en samen kregen ze twee dochters.
Hij was fluitist in verschillende orkesten, waaronder in Utrecht en Essen. Van 1906 tot 1911 speelde hij in het orkest van de Bayreuther Festspiele. In die periode werd hij als solofluitist aangenomen bij het Hoftheaterorchester Mecklenburg in Schwerin onder leiding van Willibald Kaehler.
In 1911 vond hij het Aeorophor uit, ook wel aangeduid als een toonbindapparaat voor blaasinstrumenten. Dit apparaat had als doel het blazen mogelijk te maken zonder afhankelijk te zijn van de ademhaling. De uitvinding kreeg brede aandacht. Richard Strauss schreef voor zijn Symphonisches Präludium en de beginmaten van zijn symfonische gedicht Eine Alpensinfonie de Samuels’ Aerophon voor. In het voorjaar van 1914 reisde hij met het schip Imperator naar New York en Boston om zijn uitvinding te tonen.
Met zijn vrouw en een jongste dochter woonde hij in Schwerin. Later, vermoedelijk aan het begin van de Jodenvervolging tijdens van het nationaalsocialisme, verhuisden ze naar Zeist. Het gehele gezin werd slachtoffer van de holocaust. De oudste dochter Reina Sophia stierf op 22 oktober 1943 in Auschwitz, Celina overleed op 16 april 1943 in Sobibor. Bernard Samuels werd met zijn vrouw Sophia via Bergen-Belsen naar het concentratiekamp Theresienstadt gedeporteerd, waar hij op 22 juli 1944 overleed. Zijn vrouw stierf op 5 april 1945 eveneens in Theresienstadt.
In Zeist herinnert een monument aan Bernard Samuels en de andere Holocaustslachtoffers uit de stad.